# 미국수리부엉이
미국수리부엉이(Great horned owl)는 아메리카가 원산지인 큰 올빼미목이다. 넓은 범위를 가진 적응력이 매우 뛰어난 새이며 아메리카에서 가장 널리 분포하는 올빼미과이다. 설치류와 다른 작은 포유류, 더 큰 중형 포유류, 조류, 파충류, 양서류, 무척추동물을 포함하여 추월할 수 있는 모든 동물을 자유롭게 사냥하지만 주요 먹이는 토끼와 산토끼, 쥐, 들쥐이다.
조류학 연구에서 미국수리부엉이는 종종 수리부엉이와 비교되며, 이 종은 현저하게 큰 크기에도 불구하고 유라시아에서 같은 생태학적 틈새를 차지하고 있다. 미국수리부엉이는 또한 낮마다 비슷한 서식지, 먹이, 둥지 습관을 공유하는 붉은꼬리말똥가리와 비교되며, 따라서 붉은꼬리말똥가리는 주행성 생태학적으로 동등한 것이다. 미국수리부엉이는 북아메리카에서 가장 초기에 둥지를 튼 새 중 하나이며, 종종 다른 맹금류 새들보다 몇 주 또는 몇 달 먼저 알을 낳다.

## 묘사
미국수리부엉이는 일반적으로 위장을 위해 색깔이 변한다. 이 종의 아랫부분은 보통 밝은 색에 약간의 갈색 수평 막대가 있고, 윗부분과 위쪽 날개는 일반적으로 무겁고 복잡하고 어두운 무늬를 가진 얼룩덜룩한 갈색이다. 모든 아종들은 측면을 따라 어느 정도 어두운 색으로 덮여 있다.
목구멍에는 다양한 크기의 흰색 반점이 보인다. 새들이 몸을 드러내지 않을 때도 흰색 목구멍은 유방 한가운데를 따라 줄처럼 이어져 특히 창백한 개체는 배에서 넓은 흰색 영역으로 넓어질 수 있다. 남아메리카수리부엉이는 일반적으로 흰 목구멍 반점이 더 작고, 적극적으로 보이지 않으면 보이지 않으며, 가슴에 흰색 영역이 거의 표시되지 않다.
전체적인 색깔의 개인적인 그리고 지역적인 차이가 있는데, 냉대 기후에서 온 새들은 씻겨나간 밝은 담황색을 보이는 반면, 북아메리카, 중앙아메리카, 그리고 남아메리카의 많은 지역에서 온 새들은 검은 얼룩이 덮인 어두운 갈색일 수 있다. 발과 다리의 피부는 깃털에 의해 거의 완전히 가려져 있지만 검은색이다. 심지어 열대의 미국수리부엉이들도 깃털이 있는 다리와 발을 가지고 있다. 미국수리부엉이의 발에 있는 깃털은 모든 올빼미들 중 (흰올빼미 다음으로) 두 번째로 긴 것으로 알려져 있다. 발톱도 어두운 암회색-회색이다.
모든 미국수리부엉이들은 얼굴 디스크를 가지고 있다. 이것은 (지리적, 인종적인 차이에 따라) 붉은 색, 갈색, 또는 회색일 수 있고, 대담하고 검은 옆괄호 모양으로 끝이 난 어두운 테두리로 특징지어진다. 이 종의 눈썹과 같은 "뿔"은 귀깃이라고 불린다. 귀깃의 목적은 완전히 이해되지 않았지만, 그들이 다른 부엉이들과의 지역적, 사회적 상호작용에서 시각적인 단서의 역할을 한다는 가설은 일반적으로 받아들여지고 있다.

## 분포 및 서식지
미국수리부엉이의 번식지는 북아메리카의 아북극 높이까지 뻗어있으며, 매켄지산맥의 북서쪽과 남쪽, 온타리오주의 커노라, 매니토바주 북부, 웅가바반도의 쿠주아크, 뉴펀들랜드 래브라도주의 오카크, 앙티코스티섬 그리고 프린스에드워드아일랜드주까지 발견된다. 미국수리부엉이는 북아메리카의 대부분과 중앙아메리카의 매우 얼룩덜룩하게 분포하며, 남아메리카의 남쪽에서 아르헨티나, 볼리비아, 페루의 고지대까지 분포한 후 작은수리부엉이에게 자리를 내주고 대륙의 남쪽 끝인 티에라델푸에고 제도까지 분포한다. 과테말라 남부, 엘살바도르, 니카라과, 코스타리카에서 중앙아메리카의 파나마 (기록이 두 개뿐인 곳)와 남아메리카 북서부의 맹그로브 숲에 이르기까지 발견되지 않거나 희귀하다. 이 종은 또한 서인도 제도, 하이다과이 및 아메리카의 거의 모든 근해 섬에는 없으며, 섬을 식민지로 만드는 능력은 원숭이올빼미와 쇠부엉이보다 상당히 부족한 것으로 보인다. 미국수리부엉이는 두 종으로 분류된 이래로 아메리카 대륙에서 원숭이올빼미 다음으로 두 번째로 널리 분포하는 올빼미과이다.

## 행동
대부분의 행동에서 미국수리부엉이는 부엉이와 대부분의 맹금류의 전형이다. 대부분의 부엉이와 마찬가지로 미국수리부엉이도 비밀과 은밀함을 잘 활용한다. 자연적인 색깔의 깃털 때문에 밤에 활동적일 때나 낮에 둥지를 틀 때나 잘 위장된다. 낮에는 큰 나무(그늘막과 큰 속이 비어 있지만 대개 두꺼운 가지를 포함)에 주로 둥지를 틀지만 때때로 바위의 틈이나 작은 동굴이나 울창한 관목 숲에 있을 수도 있다. 소나무와 다른 침엽수는 특히 조밀하고 일년 내내 덮개를 제공하기 때문에 이용 가능한 곳에서 선호될 수 있다. 일반적으로 수컷은 둥지에서 멀지 않은 곳에 가장 좋아하는 보금자리를 가지고 있으며, 때때로 연속적으로 몇 년 동안 사용된다. 미국수리부엉이는 둥지에서 얼마 떨어지지 않은 곳에 앉아서 가능한 한 날씬한 몸을 유지한다. 이런 자세는 인간이나 다른 잠재적인 포유류 육식동물이 올빼미에게 접근하는 경우에 특히 작은귀부엉이나 큰회색올빼미와 같은 다른 올빼미들을 위한 위장 방법으로 잘 알려져 있다. 수리부엉이는 거의 키가 얇은 자세를 취하지 않다.
둥지를 틀 때가 아니면, 미국수리부엉이는 새벽에 먹이를 찾는 길이 끝나는 곳마다 둥지를 틀지도 모른다. 일반적으로 미국수리부엉이는 밤에 활동하지만, 일부 지역에서는 늦은 오후나 이른 아침에 활동할 수도 있다. 해질녘에, 부엉이는 노래를 전하기 위해 큰 맨 가지나 큰 바위로 날아가기 전에 몇 번의 울음소리를 내뱉는다. 일반적으로 몇 개의 횃대는 점령 지역을 표시하거나 암컷을 유혹하기 위해 사용한다. 된위장과 신비로운 위치에도 불구하고, 이 종은 때때로 낮 동안의 보금자리에서, 특히 미국까마귀들에 의해 발견될 수 있다. 부엉이는 아마도 까마귀와 그들의 어린 먹이인 붉은꼬리말똥가리의 옆에 있기 때문에, 때때로 무리의 부엉이에게 상당한 거리에서 모여들어 몇 시간 동안 화가 나서 그들을 울린다. 부엉이가 이러한 괴롭힘을 피하기 위해 날아가려고 할 때, 그들은 종종 까마귀들에게 뒤따른다.